# Jesse Pandolpho Teixeira
Jesse Pandolpho Teixeira (Vitória, Espírito Santo, 25 de fevereiro de 1918 – 28 de novembro de 1993) foi um médico brasileiro.
Graduado em medicina pela Faculdade Nacional de Medicina da Universidade do Brasil em 1939, com especialização em cardiologia pela Faculdade de Medicina da Universidade de São Paulo em 1942. Foi eleito membro da Academia Nacional de Medicina em 1970, sucedendo Jorge Moitinho Dória na Cadeira 29, que tem Daniel de Oliveira Barros D'Almeida como patrono.